# Pablo Buabse
Pablo Marcelo Buabse (San Miguel de Tucumán, 27 de marzo de 1963) es un ex–jugador argentino de rugby que se desempeñaba como segunda línea.

## Selección nacional
Integró a los Pumitas que obtuvieron el Sudamericano Juvenil de Rugby 1984.
Fue convocado a los Pumas por primera vez en julio de 1989 para enfrentar a los All Blacks y disputó su último partido en abril de 1995 ante los Wallabies. En total disputó 12 partidos y no marcó puntos.

### Participaciones en Copas del Mundo
Participó de los Mundiales de Inglaterra 1991 donde solo jugó ante Manu Samoa sin marcar puntos y Sudáfrica 1995 donde no jugó ningún partido. En ambos torneos Argentina no pudo alcanzar la fase final.
| Mundial                       | Sede       | Resultado      | PJ | Tries |
| ----------------------------- | ---------- | -------------- | -- | ----- |
| Copa Mundial de Rugby de 1991 | Inglaterra | Fase de grupos | 1  | 0     |
| Copa Mundial de Rugby de 1995 | Sudáfrica  | Fase de grupos | 0  | 0     |

## Palmarés
| Título                        | Equipo  | País      | Año  |
| ----------------------------- | ------- | --------- | ---- |
| Anual Tucumano                | Tarcos  | Argentina | 1983 |
| Anual Tucumano                | Tarcos  | Argentina | 1984 |
| Anual Tucumano                | Tarcos  | Argentina | 1985 |
| Anual Tucumano                | Tarcos  | Argentina | 1986 |
| Anual Tucumano                | Tarcos  | Argentina | 1987 |
| Anual Tucumano                | Tarcos  | Argentina | 1994 |
| Campeonato Argentino de Rugby | Tucumán | Argentina | 1985 |
| Campeonato Argentino de Rugby | Tucumán | Argentina | 1987 |
| Campeonato Argentino de Rugby | Tucumán | Argentina | 1988 |
| Campeonato Argentino de Rugby | Tucumán | Argentina | 1989 |
| Campeonato Argentino de Rugby | Tucumán | Argentina | 1990 |
| Campeonato Argentino de Rugby | Tucumán | Argentina | 1992 |
| Campeonato Argentino de Rugby | Tucumán | Argentina | 1993 |

- Campeón del Torneo Panamericano de Rugby de 1995.
- Campeón del Sudamericano de Rugby A de 1993.